# صالة تشايكوفسكي للحفلات

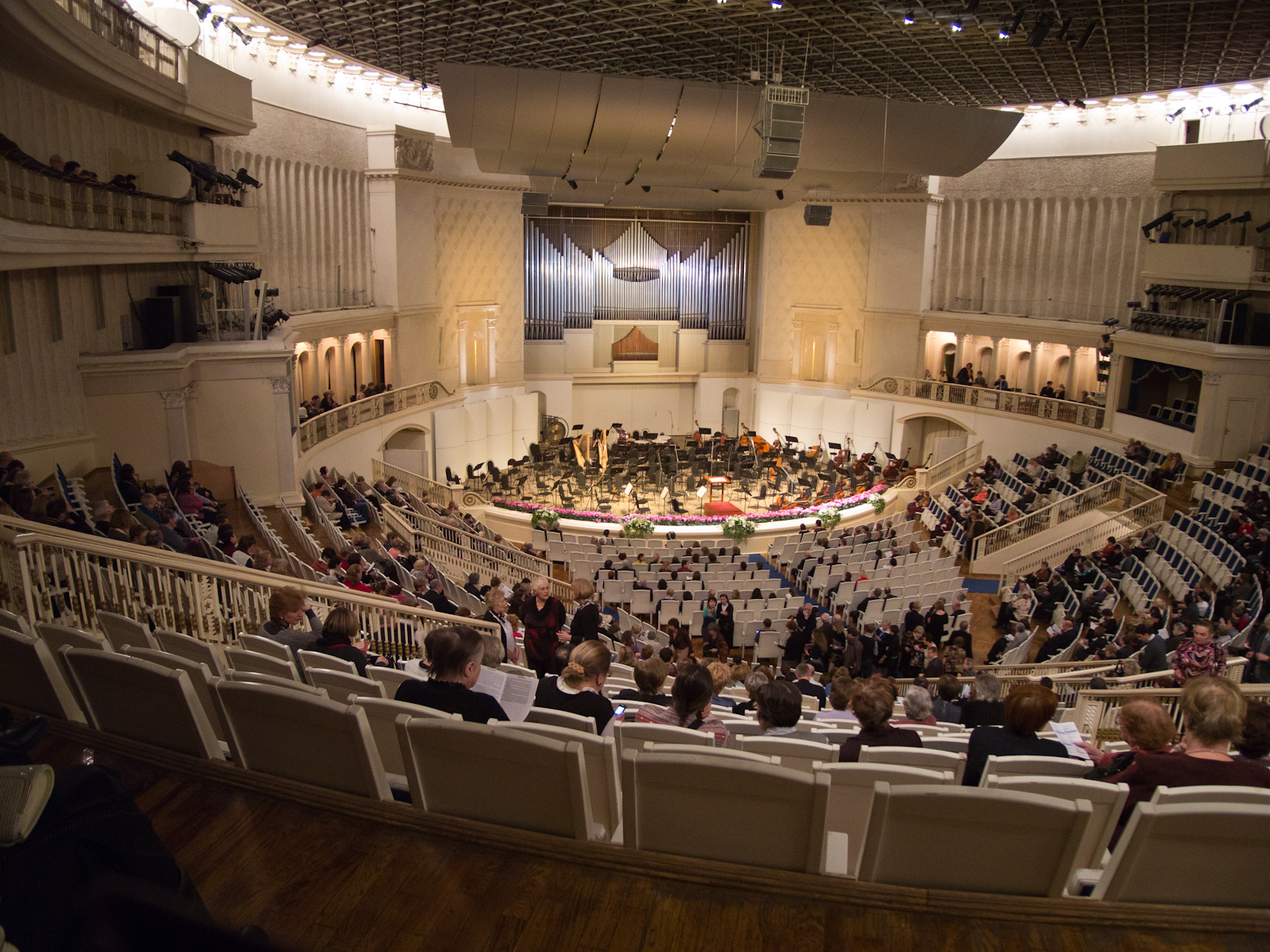
صالة تشايكوفسكي للحفلات في موسكو.

صالة بيوتر إليتش تشايكوفسكي للحفلات (بالروسية: Концертный зал имени Петра Ильича Чайковского) هي صالة للحفلات تابعة لفيلهارمونيا موسكو. تأسست في عام 1940، وتقع في ساحة تريومفالنايا في منطقة تفيرسكوي في موسكو. تجري في الصالة مهرجانات موسيقية وحفلات للموسيقى الأكاديمية، نحو 300 حفلة في السنة، يحضرها سنويا أكثر من 350 ألف مشاهد.
وتتألف الصالة من القاعة الرئيسة وثلاثة مدرجات وطبقتين. كما وتحيط بخشبة المسرح على شكل نصف دائري 1505 مقاعد. كما وتحوي الصالة ثلاثة بيانوهات